# Куаутитлан-де-Гарсия-Барраган (муниципалитет)
Куаутитла́н-де-Гарси́я-Баррага́н (исп. Cuautitlán de García Barragán) — муниципалитет в Мексике, в штате Халиско, с административным центром в одноимённом посёлке. Численность населения, по данным переписи 2020 года, составила 18 370 человек.

## Общие сведения
Название муниципалитета составное: Cuautitlán с языка науатль можно перевести как: место, среди деревьев, а García Barragán дано в честь губернатора штата Халиско — Марселино Гарсии Баррагана.
Площадь муниципалитета равна 1391,1 км², что составляет 1,8 % от общей площади штата, а наиболее высоко расположенное поселение Ла-Вентана находится на высоте 1685 метров.
Куаутитлан-де-Гарсия-Барраган граничит с другими муниципалитетами штата Халиско: на севере с Касимиро-Кастильо и Аутлан-де-Наварро, на северо-востоке с Тускакуэско, на востоке с Толиманом, на юго-западе с Сиуатланом, на западе с Ла-Уэртой, а на юге граничит с другим штатом Мексики — Колимой.

## Учреждение и состав
Муниципалитет был образован 14 ноября 1946 года, по данным 2020 года в его состав входит 121 населённый пункт, самые крупные из которых:
| Код INEGI                  | Населённый пункт | Численность населения (2005 год) | Численность населения (2010 год) | Численность населения (2020 год) |
| -------------------------- | --- | -------------------------------- | -------------------------------- | -------------------------------- |
| 027                        | Всего | 16408                            | 17322                            | 18370                            |
| 0001                       | Куаутитлан-де-Гарсия-Барраган (исп. Cuautitlán de García Barragán) 19°26′59″ с. ш. 104°21′25″ з. д. (административный центр) | 2416                             | 2597                             | 2794                             |
| 0114                       | Текескитлан (исп. Tequesquitlán) 19°23′22″ с. ш. 104°31′05″ з. д.                                                            | 1803                             | 1979                             | 2083                             |
| 0111                       | Телькрус (исп. Telcruz) 19°28′29″ с. ш. 104°07′29″ з. д.                                                                     | 1165                             | 1252                             | 1169                             |
| 0031                       | Чакала (исп. Chacala) 19°19′35″ с. ш. 104°17′01″ з. д.                                                                       | 1032                             | 1024                             | 1085                             |
| 0030                       | Кусалапа (исп. Cuzalapa) 19°29′50″ с. ш. 104°18′55″ з. д.                                                                    | 777                              | 870                              | 1019                             |
| 0012                       | Айотитлан (исп. Ayotitlán) 19°28′13″ с. ш. 104°11′09″ з. д.                                                                  | 683                              | 704                              | 852                              |
| 0035                       | Эль-Чико (исп. El Chico) 19°20′27″ с. ш. 104°17′18″ з. д.                                                                    | 540                              | 531                              | 557                              |
| —                          | Прочие | 7992                             | 8365                             | 8811                             |
| Названия на карте Генштаба | |                                  |                                  |                                  |

## Экономическая деятельность
По статистическим данным 2000 года, работоспособное население занято по секторам экономики в следующих пропорциях:
- сельское хозяйство, животноводство и рыбная ловля — 63,7 %;
- промышленность и строительство — 13,4 %;
- торговля, сферы услуг и туризма — 20,1 %;
- безработные — 2,8 %.

## Инфраструктура
По статистическим данным 2020 года, инфраструктура развита следующим образом:
- электрификация: 94,2 %;
- водоснабжение: 49,6 %;
- водоотведение: 82,4 %.